# Louise Le Baron
Pour les articles homonymes, voir Le Baron.
Louise Le Baron, née Louise Shepherd, en octobre 1874 à Winchester (Massachusetts) aux États-Unis est une artiste lyrique contralto américaine, qui a chanté à l'opéra et dans les comédies musicales durant les premières années du vingtième siècle. Elle commence à chanter dans une chorale d'église vers Boston. Elle reçoit sa formation initiale au conservatoire de Boston avec différents formateurs, donc Madame Etta Edwards. Elle chante alors avec la Bostonian Opera Company puis avec Fritzi Scheff (en) et sa célèbre troupe.
En 1913, elle partage le rôle masculin d'Allan A'Dayle, avec l'actrice Florence Wickham, dans l'opéra-comique Robin des bois (en) de Reginald De Koven et Harry B. Smith (en).
Alors que sa carrière décline, Louise Le Baron s'installe à Lincoln dans le Nebraska, et ouvre une école de chant. Elle meurt, d'une longue maladie, le 11 février 1918.

## Source de la traduction
- (en) Cet article est partiellement ou en totalité issu de l’article de Wikipédia en anglais intitulé « Louise Le Baron » (voir la liste des auteurs).